# Oberamt Stauf
Koordinaten: 49° 7′ N, 11° 13′ O

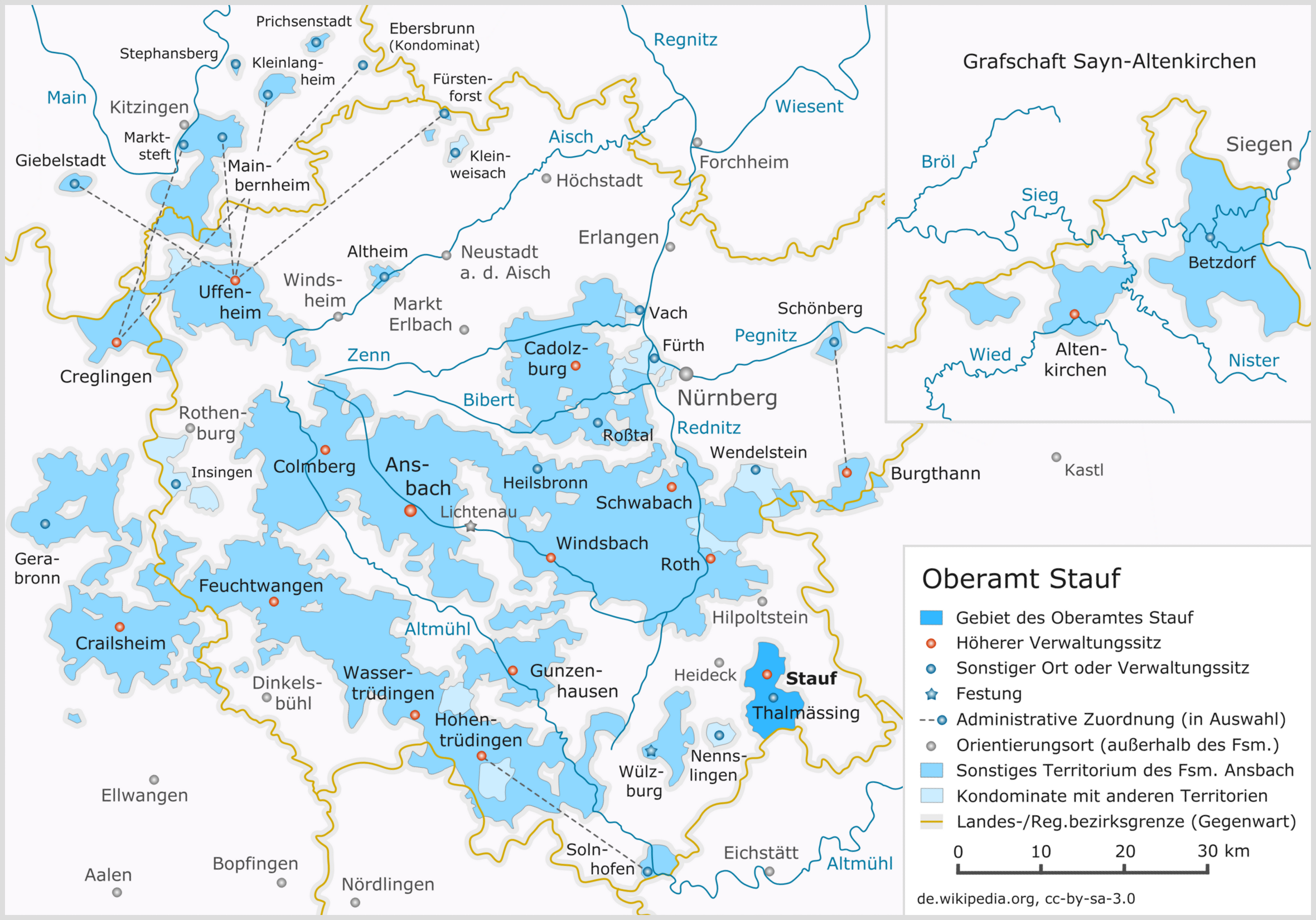
Das Gebiet des Oberamtes Stauf

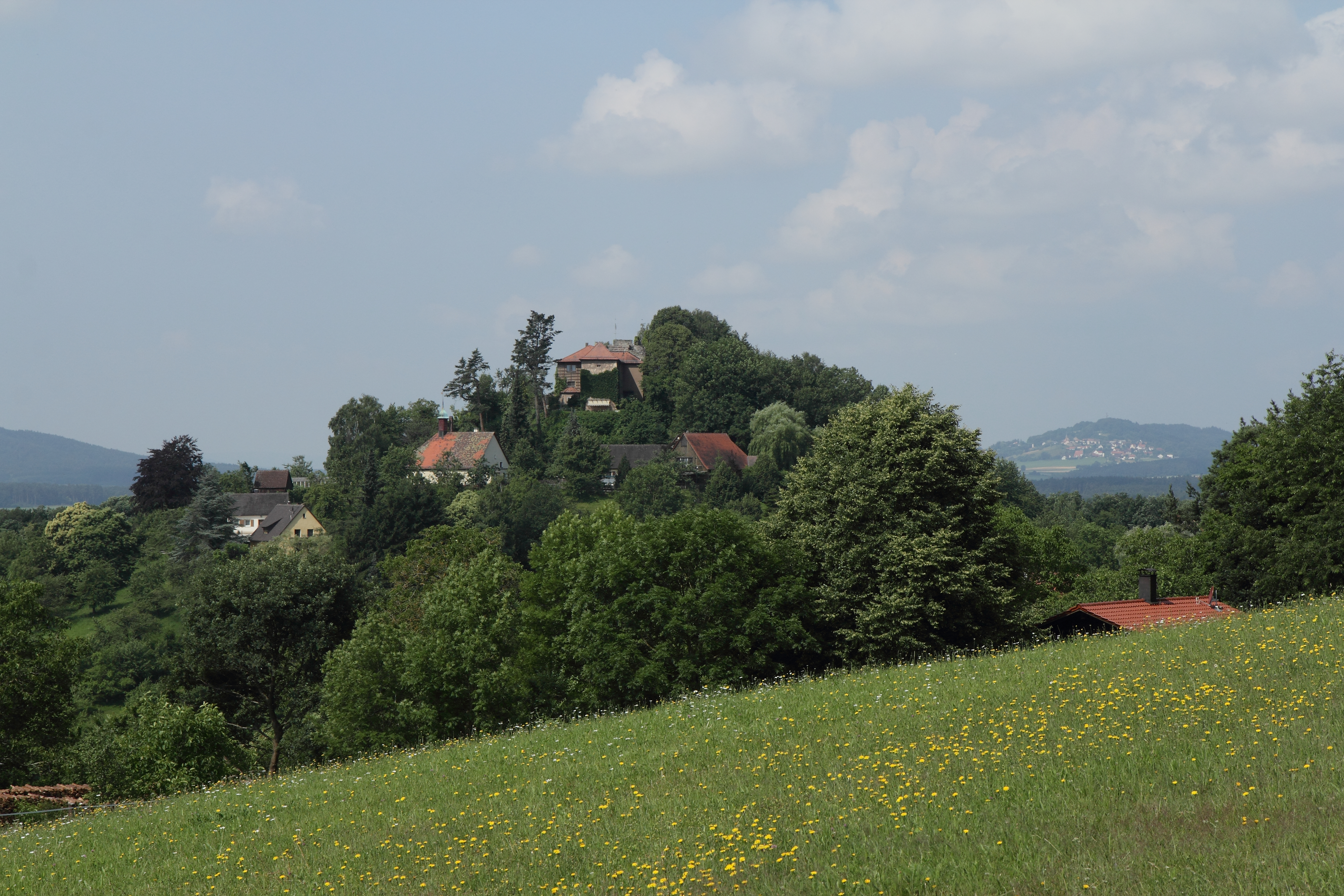
Die Burg Stauf,
der Amtssitz des Oberamtes Stauf

Das Oberamt Stauf war eines der fünfzehn Oberämter, mit denen das Fürstentum Ansbach die Verwaltung seines Territorialbesitzes organisiert hatte. Innerhalb des Fürstentums bildete es eine Exklave und war das am weitesten im Südosten gelegene Oberamt dieses Gebietes. Zum Ende des 18. Jahrhunderts waren seine größten Nachbarterritorien das Hochstift Eichstätt im Südosten und die zu Pfalz-Neuburg gehörenden Gebiete um Heideck und Hilpoltstein im Nordwesten. Südwestlich und nordöstlich lagen mit Wengen und Schwimbach noch zwei Orte, die beide Exklaven der Reichsstadt Nürnberg waren.
Der Verwaltungssitz des Oberamtes war zunächst die oberhalb der kleinen Ortschaft Stauf gelegene Burg Stauf. Diese wurde damit auch zum Namensgeber des Gebietes, dessen größter Ort der Markt Thalmässing war. Dazu gehörten noch dessen heutige Gemeindeteile Alfershausen, Aue, Bergmühle, Eysölden, Gebersdorf, Hagenich, Heimmühle, Kochsmühle, Landersdorf, Neumühle, Pyras, Reichersdorf, Reinwarzhofen, Ruppmannsburg, Stauf, Steindl, Stetten, Waizenhofen und Ziegelhütte. Den westlichsten Teil des Oberamtes bildete Dannhausen, das heute ein Gemeindeteil der Gemeinde Bergen ist.